# Can Carrera
|  | Per a altres significats, vegeu «Can Carrera (Tavertet)». |

Can Carrera és una masia a mig camí dels nuclis del Torn i Mieres (la Garrotxa) protegida com a bé cultural d'interès local. És de planta rectangular i ampli a dues aigües amb els vessants vers les façanes laterals. Disposa de baixos, amb bonica porta d'accés als interiors feta de grans dovelles. Aquesta part de la masia era destinada al bestiar i té menudes obertures de ventilació. El primer pis o planta habitatge gaudeix d'una eixida coberta que mira al costat de migdia i està sostinguda per grans arcades de mig punt. La façana que mira a llevant (façana principal) té menudes obertures de carreus molt ben tallats. Del pis superior en destaca una finestra realitzada a les acaballes del món medieval. Volten la masia de Can Carrera un gran nombre de cabanes i pallisses. Aquesta casa fou bastida amb pedra del país poc tallada llevat dels carreus cantoners i dels emprats per fer les obertures.